# Li Zhongyun
Li Zhongyun (chiń. 李忠雲; ur. 4 marca 1967 w Chaoyangu) – chińska judoczka. Dwukrotna olimpijka. Brązowa medalistka z Barcelony 1992 w kategorii 52 kg. Mistrzyni z Seulu 1988 w zawodach pokazowych w kategorii 48 kg.
Triumfatorka mistrzostw świata w 1987 i trzecia w 1986 i 1991. Złota medalistka igrzysk azjatyckich w 1990. Mistrzyni Azji w 1985 roku.

## Letnie Igrzyska Olimpijskie 1992
| Konkurencja   | Walki                       | Walki                        | Walki                    | Walki                  | Walki                     | Klas. końcowa |
| Konkurencja   | 1/16                        | 1/8                          | 1/4                      | 1/2                    | o 3 miejsce               | Miejsce       |
| ------------- | --------------------------- | ---------------------------- | ------------------------ | ---------------------- | ------------------------- | ------------- |
| waga półlekka | Patricia Bevilacqua (BRA) W | Cathy Grainger-Brain (AUS) W | Carolina Mariani (ARG) W | Almudena Muñoz (ESP) P | Alessandra Giungi (ITA) W | 3.            |